# World Qualifying Series 2008
Les World Qualifying Séries 2008 est un circuit de qualification du championnat du monde de surf qualifiant les surfeurs pour le championnat du monde de surf de 2008.

## Hommes

### Calendrier
| Date              | Etoiles | Lieu                                          | Pays           | Compétition                               | Vainqueur                         |
| ----------------- | ------- | --------------------------------------------- | -------------- | ----------------------------------------- | --------------------------------- |
| 4 Jan - 11 Jan    | 5       | Sebastian Inlet, Floride                      | États-Unis     | O'Neill Sebastian Inlet Pro               | Patrick Gudauskas États-Unis      |
| 27 Jan - 6 Fev    | 3       | Banzai Pipeline, Oahu                         | Hawaï          | Monster Energy Pro presented by Billabong | Pancho Sullivan Hawaï             |
| 12 Fev - 17 Fev   | 5 Prime | Fernando de Noronha                           | Brésil         | Hang Loose Pro                            | Raoni Monteiro Brésil             |
| 11 Mar - 16 Mar   | 4       | Soldiers Beach, Nouvelle-Galles du Sud        | Australie      | Arrive Alive Central Coast Pro            | Leigh Sedley Australie            |
| 20 Mar - 22 Mar   | 1       | Tapia                                         | Espagne        | Goanna Pro                                | Marcos San Segundo Espagne        |
| 26 Mar - 30 Mar   | 2       | Huntington Beach,Californie                   | États-Unis     | Van's Pier Classic                        | Shaun Ward Australie              |
| 31 Mar - 6 Avr    | 4       | Merewether, Newcastle, Nouvelle-Galles du Sud | Australie      | Mark Richards Pro                         | Adriano de Souza Brésil           |
| 7 Avr - 13 Avr    | 6 Prime | Margaret River, Australie Occidentale         | Australie      | Drug Aware Pro Margaret River             | Tom Whitaker Australie            |
| 14 Avr - 20 Avr   | 6 Prime | New Pier (mobile), Durban                     | Afrique du Sud | Quiksilver Pro Durban                     | David Weare Afrique du Sud        |
| 15 Avr - 20 Avr   | 4       | La Sauzaie,Bretignolles                       | France         | Vendée Surf Pro                           | Romain Laulhé France              |
| 23 Avr - 30 Avr   | 6 Prime | Thurso                                        | Écosse         | O'Neill Highland Open                     | Adam Robertson Australie          |
| 29 Avr - 3 mai    | 4       | Lowers Trestles, Californie                   | États-Unis     | 6.0 Lower's Pro                           | Ben Bourgeois États-Unis          |
| 10 mai - 11 mai   | 1       | Oceanside Pier, Californie                    | États-Unis     | Koastalkaos.com Pro                       | Jesse Merle-Jones Hawaï           |
| 15 mai - 18 mai   | 1       | Noth Beach, Durban                            | Afrique du Sud | Lizzard Nandos Surf Pro                   | Greg Emslie Afrique du Sud        |
| 13 mai - 18 mai   | 1       | Sandy Beach, Oahu                             | Hawaï          | Macy's E'Series                           | T.J. Barron États-Unis            |
| 9 juin - 15 juin  | 6 prime | Pasta Point                                   | Maldives       | Maldives presents SriLankan Airlines Pro  | Kekoa Balcasco Hawaï              |
| 17 juin - 22 juin | 5       | Praia do Forte, Bahia                         | Brésil         | Billabong ECO Surf Festival               | Adriano de Souza Brésil           |
| 24 juin - 29 juin | 5       | Guajura, São Paulo                            | Brésil         | Local Motion Guaruja Surf Pro             | Shaun Ward Australie              |
| 30 juin - 6 Juil  | 6       | Durban                                        | Afrique du Sud | The Mr Price Pro                          | Chris Davidson Australie          |
| 10 Juil - 13 Juil | 1       | Cordoama                                      | Portugal       | Super Bock Pro                            | Pablo Gutierrez Espagne           |
| 8 Juil - 16 Juil  | 1       | Ala Mohana Bowls, Oahu                        | Hawaï          | Macy's E'Series                           | Flynn Nowak Hawaï                 |
| 18 Juil - 27 Juil | 6       | Huntington Beach, Californie                  | États-Unis     | Honda Men's US Open                       | Nathaniel Curran États-Unis       |
| 29 Juil - 3 août  | 6       | Arkabane Beach, Tahara                        | Japon          | Yumeya Billabong Pro Tahara               | Dustin Cuizon Hawaï               |
| 5 août - 10 août  | 5       | Fistral Beach, Newquay                        | Angleterre     | Rip Curl Board Masters                    | Wiggolly Dantas Brésil            |
| 12 août - 17 août | 6       | Lacanau, Gironde                              | France         | Sooruz Lacanau Pro                        | Nathaniel Curran États-Unis       |
| 18 août - 24 août | 6 Prime | Hossegor, Landes                              | France         | Rip Curl Pro                              | Chris Davidson Australie          |
| 26 août - 31 août | 6       | Ericeira                                      | Portugal       | Buondi Billabong Pro                      | Philipp MacDonald Australie       |
| 2 Sept - 7 Sept   | 2       | Fukushima                                     | Japon          | Murasaki Pro Kitaizumi                    | Hideyoshi Tanaka Japon            |
| 2 Sept - 7 Sept   | 5       | Pantin                                        | Espagne        | Movistar Pantin Classic                   | William Cardoso Brésil            |
| 3 Sept - 6 Sept   | 2       | Ponto, Californie                             | États-Unis     | Van's El Ponto Loco                       | Casey Brown États-Unis            |
| 5 Sept - 7 Sept   | 3       | Praia da Saudade, Sao Francisco do Sul        | Brésil         | Gatorade Surf Classic                     | Jadson André Brésil               |
| 11 Sept - 14 Sept | 1       | Geraldton, Australie Occidentale              | Australie      | Sunsmart Surfmasters                      | Ben Godwin Australie              |
| 9 Sept - 14 Sept  | 5       | Zarautz                                       | Pays basque    | Rip Curl Pro Zarautz                      | Tim Boal France                   |
| 16 Sept - 21 Sept | 2       | Newport, Californie                           | États-Unis     | Oakley NB Pro                             | Nathan Yeomans États-Unis         |
| 6 Oct - 12 Oct    | 4       | Confital, îles Canaries                       | Espagne        | La Caja de Canarias                       | Daniel Ross Australie             |
| 6 Oct - 12 Oct    | 6       | Ipanema, Rio de Janeiro                       | Brésil         | Rio de Janeiro International              | Simao Romao Brésil                |
| 8 Oct - 12 Oct    | 2       | Ogurahama Hyuga-shi, Miyazaki                 | Japon          | Hyuga Pro                                 | Shota Nakamura Japon              |
| 14 Oct - 19 Oct   | 6 Prime | Plage de San Juan, Lanzarote, îles Canaries   | Espagne        | La Santa Surf Pro                         | Nic Muscroft Australie            |
| 14 Oct - 19 Oct   | 6       | Itajaí, Santa Catarina                        | Brésil         | Maresia Surf International                | Jano Belo Brésil                  |
| 21 Oct - 26 Oct   | 4       | Santa Cruz, Californie                        | États-Unis     | O'Neill Coldwater Classic                 | Nat Young États-Unis              |
| 21 Oct - 26 Oct   | 6       | Ubatuba, São Paulo                            | Brésil         | Onbongo Pro Surfing                       | Wiggolly Dantas Brésil            |
| 21 Oct - 26 Oct   | 6       | Carcavelos (pt), Lisbonne                     | Portugal       | Estoril Coast Pro                         | Jean Da Silva Brésil              |
| 26 Oct - 10 Nov   | 4       | Sunset Beach, Oahu                            | Hawaï          | Xcel Pro                                  | Pancho Sullivan Hawaï             |
| 12 Nov - 16 Nov   | 3       | Puerto Escondido                              | Mexique        | PXM International Van's Pro               | Angelo Lozano Mexique             |
| 12 Nov - 23 Nov   | 6 Prime | Haleiwa, Oahu                                 | Hawaï          | Reef Hawaiian Pro                         | Michel Bourez Polynésie française |
| 24 Nov - 6 Dec    | 6 Prime | Sunset Beach, Oahu                            | Hawaï          | O'Neill World Cup                         | C.J. Hobgood États-Unis           |

### Classement
Provisoire au 24/11/2008 après 45 des 46 épreuves (Oahu). Seuls les 7 meilleurs résultats sont pris en compte.
Les 15 premiers accèdent au WCT en remplacement des 15 derniers du WCT.
| Classement | Évolution       | Nom              | Pays                | Points | 1    | 2    | 3    | 4    | 5    | 6    | 7    | Remarques |
| ---------- | --------------- | ---------------- | ------------------- | ------ | ---- | ---- | ---- | ---- | ---- | ---- | ---- | --------- |
| 1          | Pas d'évolution | Nathaniel Curran | États-Unis          | 13200  | 2500 | 2500 | 1950 | 1625 | 1625 | 1500 | 1500 |           |
| 2          | (16)            | Michel Bourez    | Polynésie française | 12775  | 3000 | 1950 | 1875 | 1750 | 1500 | 1350 | 1350 |           |
| 3          | (2)             | Chris Davidson   | Australie           | 12525  | 3000 | 2500 | 2250 | 1375 | 1300 | 1125 | 975  |           |
| 4          | (3)             | Gabe Kling       | États-Unis          | 123476 | 2188 | 2188 | 1950 | 1875 | 1625 | 1375 | 1275 |           |
| 5          | (17)            | Jihad Khodr      | Brésil              | 12150  | 2625 | 2625 | 2250 | 1300 | 1125 | 1125 | 1100 |           |
| 6          | (4)             | Josh Kerr        | Australie           | 12075  | 2250 | 1950 | 1875 | 1650 | 1625 | 1375 | 1350 |           |
| 7          | (21)            | Kekoa Balcasco   | Hawaï               | 11993  | 3000 | 2625 | 2250 | 1125 | 1050 | 1050 | 813  |           |
| 8          | (14)            | Nic Muscroft     | Australie           | 11900  | 3000 | 1950 | 1650 | 1500 | 1375 | 1300 | 1125 | 46e WCT   |
| 9          | (5)             | Tim Boal         | France              | 11888  | 2188 | 2000 | 1950 | 1625 | 1625 | 1375 | 1125 |           |
| 10         | (6)             | Tiago Pires      | Portugal            | 11750  | 2250 | 1950 | 1875 | 1650 | 1625 | 1350 | 1050 | 31e WCT   |
| 11         | (10)            | Dustin Barca     | Hawaï               | 11776  | 2625 | 2188 | 1950 | 1650 | 1625 | 875  | 813  |           |
| 12         | (8)             | Greg Emslie      | Afrique du Sud      | 11626  | 2188 | 1875 | 1650 | 1625 | 1538 | 1375 | 1375 |           |
| 13         | (7)             | Drew Courtney    | Australie           | 11600  | 2250 | 1950 | 1650 | 1650 | 1625 | 1350 | 1125 |           |
| 14         | (9)             | David Weare      | Afrique du Sud      | 11450  | 3000 | 2250 | 1650 | 1500 | 1100 | 975  | 975  |           |
| 14         | (9)             | Marlon Lipke     | Allemagne           | 11450  | 2250 | 1650 | 1625 | 1625 | 1625 | 1375 | 1300 |           |
| ...        | ...             | ...              | ...                 | ...    | ...  | ...  | ...  | ...  | ...  | ...  |      |           |
| 43         | (39)            | Joan Duru        | France              | 8913   | 1750 | 1650 | 1650 | 1625 | 825  | 813  | 675  |           |
| 57         | Pas d'évolution | Patrick Beven    | France              | 7950   | 1625 | 1350 | 1100 | 1100 | 975  | 900  | 900  |           |
| 63         | Pas d'évolution | Hugo Savalli     | La Réunion          | 7475   | 2250 | 1125 | 975  | 875  | 750  | 750  | 750  |           |
| 82         | (80)            | Romain Laulhé    | France              | 6675   | 1500 | 1050 | 1050 | 875  | 875  | 675  | 650  |           |
| 89         | (84)            | Éric Rebière     | France              | 6550   | 1375 | 1125 | 975  | 975  | 750  | 750  | 700  |           |
| 94         | (96)            | Alain Riou       | Polynésie française | 6413   | 975  | 975  | 975  | 975  | 875  | 825  | 813  |           |

- Avec sa victoire Michel Bourez se qualifie pour le WCT 2009 rejoignant ainsi Tim Boal, ce qui qualifiera 4 Français en WCT Jérémy Florès et Mikaël Picon se maintenant en WCT et 2 autres Européens : le Portugais Tiago Pires et l'Allemand Marlon Lipke en remplacement du Basque Aritz Aranburu)

## Femmes

### Calendrier
| Date              | Etoiles | Lieu                                          | Pays           | Compétition                             | Vainqueur                    |
| ----------------- | ------- | --------------------------------------------- | -------------- | --------------------------------------- | ---------------------------- |
| 21 Jan - 27 Jan   | 6       | Phillip Island, Victoria                      | Australie      | Roxy Pro Womens Surfing Festival        | Sally Fitzgibbons Australie  |
| 11 Mar - 15 Mar   | 4       | Soldiers Beach, Nouvelle-Galles du Sud        | Australie      | Arrive Alive Central Coast Pro          | Sally Fitzgibbons Australie  |
| 26 Mar - 30 Mar   | 2       | Huntington Beach, Californie                  | États-Unis     | Van's Pier Classic                      | Courtney Conlogue Australie  |
| 31 Mar - 5 Avr    | 6       | Merewether, Newcastle, Nouvelle-Galles du Sud | Australie      | Midori Pro                              | Stéphanie Gilmore Australie  |
| 7 Avr - 12 Avr    | 5       | Margaret River, Australie-Occidentale         | Australie      | Drug Aware Pro Margaret River           | Paige Hareb Nouvelle-Zélande |
| 17 Jun - 21 Jun   | 5       | Praia do Forte, Bahia                         | Brésil         | ECO Surf Festival                       | Silvana Lima Brésil          |
| 30 juin - 5 Juil  | 5       | Durban                                        | Afrique du Sud | The Mr Price Pro                        | Silvana Lima Brésil          |
| 23 Juil - 26 Juil | 6       | Huntington Beach Californie                   | États-Unis     | Honda Women's US Open                   | Malia Manuel Hawaï           |
| 31 Juil - 3 août  | 6       | Guincho Cascais                               | Portugal       | Billabong Girls Cascais Festival        | Jacqueline Silva Brésil      |
| 3 Sept - 7 Sept   | 3       | Pantin                                        | Espagne        | Ferrolterra Pantin Classic              | Ornella Pelizzari Argentine  |
| 8 Sept - 9 Sept   | 4       | Barra da Tijuca/Macumba, Rio de Janeiro       | Brésil         | Billalong Ladies Pro                    | Rebecca Woods Australie      |
| 1 Oct - 4 Oct     | 4       | Costao do Santinho, Florianópolis             | Brésil         | Billabong Ladies Pro Costao do Santinho | Silvana Lima Brésil          |
| 6 Oct - 12 Oct    | 4       | Ipanema, Rio de Janeiro                       | Brésil         | Rio de Janeiro International            | Diana Cristina Brésil        |
| 12 Nov - 23 Nov   | 6       | Haleiwa, Oahu                                 | Hawaï          | Reef Hawaiian Pro                       | Carissa Moore Hawaï          |

### Classement
Classement final
Seuls les 5 meilleurs résultats sont pris en compte.

Les 7 premières accèdent au WCT en remplacement des 7 dernières de WCT
| Classement | Evolution       | Nom               | Pays             | Points | 1    | 2    | 3    | 4    | 5    | Remarque |
| ---------- | --------------- | ----------------- | ---------------- | ------ | ---- | ---- | ---- | ---- | ---- | -------- |
| 1          | Pas d'évolution | Sally Fitzgibbons | Australie        | 9695   | 2500 | 2150 | 1825 | 1720 | 1500 | Junior   |
| 2          | Pas d'évolution | Rebecca Woods     | Australie        | 8023   | 2150 | 1525 | 1500 | 1460 | 1388 | 7e WCT   |
| 3          | (4)             | Rosanne Hodge     | Afrique du Sud   | 7815   | 1825 | 1720 | 1525 | 1525 | 1220 | 13e WCT  |
| 4          | (10)            | Silvana Lima      | Brésil           | 7665   | 2000 | 2000 | 1500 | 1250 | 915  | 4e WCT   |
| 5          | (3)             | Jessi Miley-Dyer  | Australie        | 7520   | 1825 | 1825 | 1525 | 1220 | 1125 | 9e WCT   |
| 6          | Pas d'évolution | Bruna Schmitz     | Brésil           | 7300   | 2150 | 1525 | 1460 | 1250 | 915  |          |
| 7          | (5)             | Paige Hareb       | Nouvelle-Zélande | 7285   | 2000 | 1525 | 190  | 1250 | 1220 | Junior   |
| 8          | (7)             | Jacqueline Silva  | Brésil           | 6845   | 2500 | 1250 | 1095 | 1000 | 1000 | 8e WCT   |
| 9          | (8)             | Alana Blanchard   | Hawaï            | 6820   | 1825 | 1525 | 1220 | 1125 | 1125 |          |
| 10         | (16)            | Stephanie Gilmore | Australie        | 6740   | 2500 | 1825 | 1290 | 1125 | 0    | 1e WCT   |
| 11         | (21)            | Coco Ho           | Hawaï            | 6690   | 2150 | 1675 | 1220 | 1095 | 550  | Junior   |
| 12         | (9)             | Laurina McGrath   | Australie        | 6645   | 1525 | 1525 | 1250 | 1220 | 1125 |          |
| 13         | (11)            | Claire Bevilacqua | Australie        | 6568   | 1525 | 1460 | 1388 | 1220 | 975  | 18e WCT  |
| 14         | (11)            | Bethany Hamilton  | Hawaï            | 6375   | 1825 | 1525 | 1125 | 1000 | 900  | Junior   |
| ...        | ...             | ...               | ...              | ...    | ...  | ...  | ...  | ...  | ...  |          |
| 18         | Pas d'évolution | Pauline Ado       | France           | 5640   | 1720 | 1250 | 975  | 915  | 780  | Junior   |
| 21         | (20)            | Lee-Ann Curren    | France           | 5460   | 1460 | 1250 | 1000 | 875  | 875  | Junior   |
| 38         | (39)            | Caroline Sarran   | France           | 4285   | 975  | 875  | 875  | 780  | 780  |          |
| 41         | (40)            | Charlotte Caton   | France           | 4115   | 900  | 875  | 780  | 780  | 780  |          |
| 47         | (45)            | Amandine Sanchez  | France           | 3875   | 875  | 820  | 780  | 700  | 700  |          |
| 75         | (71)            | Alizé Arnaud      | France           | 2090   | 975  | 875  | 240  | 0    | 0    | Junior   |

Sally Fitzgibbons est déjà qualifié pour le WCT 2009 après seulement 6 épreuves sur 14. C'est la première fois dans l'histoire qu'un surfeur (hommes et femmes confondus) se qualifie aussi tôt.